# Ernesto Rossi

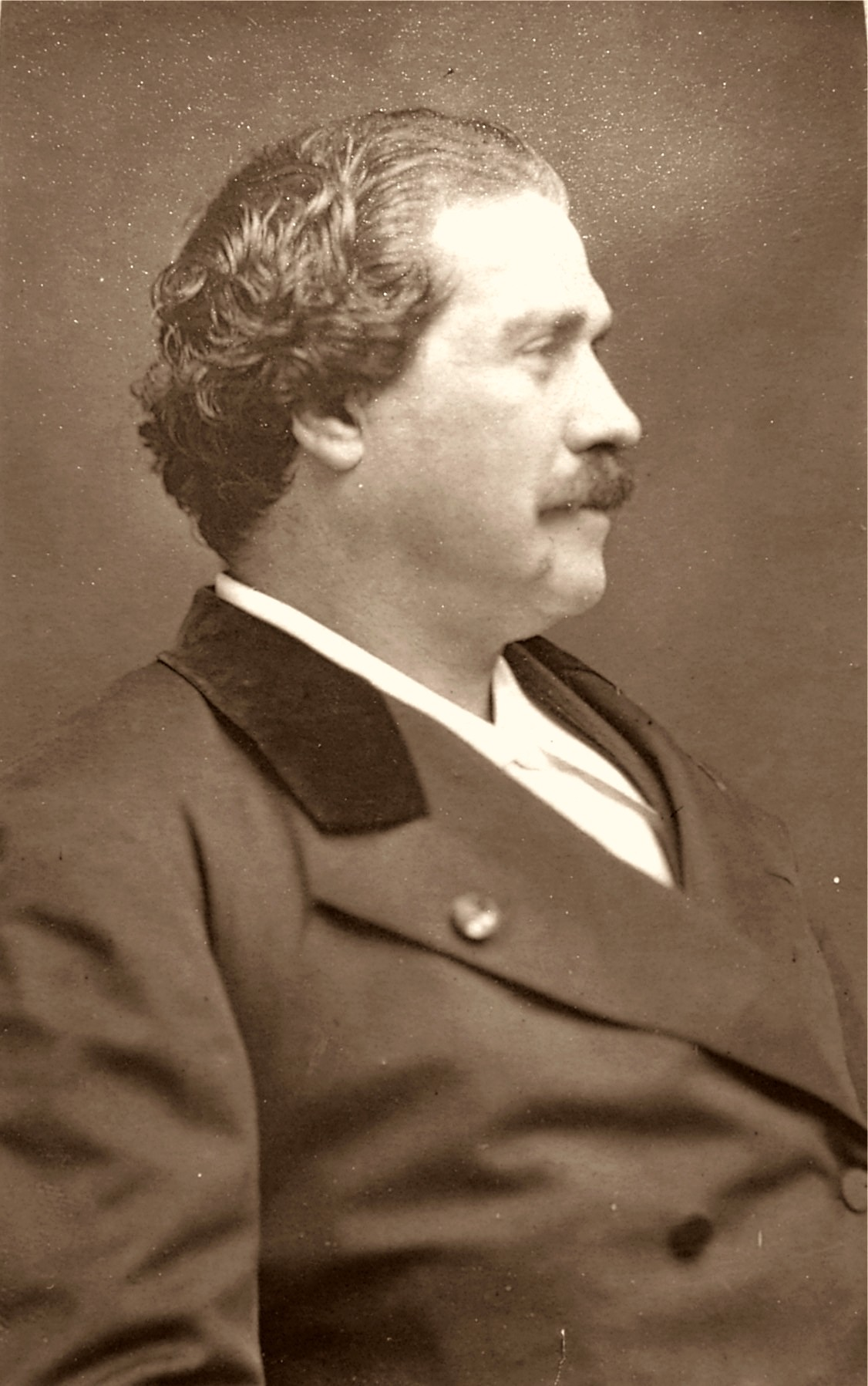
Ernesto Rossi.

Ernesto Rossi, född 13 juli 1829 i Livorno, död 4 juni 1896 i Pescara, var en italiensk skådespelare, berömd som en av sin tids främsta Shakespeare-uttolkare.
Rossi avbröt sina juridikstudier i Pisa för att i stället ägna sig åt teatern, där han fick handledning av Gustavo Modena. Han gjorde från 1846 älskarrollerna vid hovskådespelarsällskapet i Piemont, uppträdde tillsammans med Adelaide Ristori framgångsrikt i Paris 1855, där man, liksom i Wien, spelade Carlo Goldonis komedier. Han spelade sin första Shakespeare-roll, Othello, i Milano 1856, och i Paris gav han åter gästroller 1866. Han utförde en rad Shakespeare-roller i Paris 1875, därefter i London och flera andra städer i Europa och USA. På Kungliga teatern i Stockholm uppträdde han i maj 1885 och maj 1886.
Rossi ansågs på sin tid vara en av de absolut främsta skådespelarna i världen. I Nordisk familjebok beskrivs han på följande vis:
| ” | R:s konstnärskap utmärkte sig genom den själfständiga, öfverlägsna uppfattningen, helgjutenhet och orädd realism äfven i framställningen af det gräsliga och våldsamt skakande samt ett mästerligt behärskande af teknikens alla hjälpmedel. | „ |

Till hans främsta roller hörde Othello, Kung Lear, Hamlet, Shylock i Köpmannen i Venedig, Macbeth, Timon av Aten, Nero i Pietro Cossas Nerone artista och Ludvig XI i Casimir Delavignes pjäs med samma namn.
I yngre år författade Rossi några teaterpjäser. 1885 gav han ut Studii drammatici e lettere autobiografiche (tysk översättning: Studien über Shakespeare und das moderne Theater nebst einer autobiographischen Skizze, samma år). Hans självbiografi, Quarant'anni di vita artistica, utkom 1887-1889 i tre band.